# Aeroportul Easterwood
Aeroportul Easterwood (IATA: CLL, ICAO: KCLL, FAA LID: CLL) este un aeroport din Texas, Statele Unite ale Americii. Aeroportul a fost tranzitat în 2019 de 167.664 de pasageri.
Situat la o altitudine de 98 m, aeroportul dispune de 2 piste. Este operat de Texas A&M University⁠(d).

## Infrastructură

### Piste
Aeroportul dispune de 2 piste. Pista 04/22 are suprafața de beton și dimensiunile 5.150 picioare × 150 picioare. Pista 10/28 are suprafața de asfalt și dimensiunile 5.158 picioare × 150 picioare. 